# من خودم بودم (ترانه ایمجین دراگنز)
«من خودم بودم» تک‌آهنگی از ایمجین دراگنز است که در ۱۲ اکتبر ۲۰۱۵ منتشر شد. این تک‌آهنگ در آلبوم دود + آینه‌ها قرار داشت.